# Localismo (política)
O termo localismo, usado a nível político, descreve uma ampla gama de filosofias políticas que priorizam o local. Geralmente o localismo apoia a produção e consumo de bens locais, o controle do governo local e a promoção da história, cultura e identidade locais.
Contrasta com regionalismo, governo centralizado e estado unitário.

## Localismo como filosofia política
No início do século XXI, os localistas alinharam-se com a crítica da globalização e as variantes podem ser encontradas na Política Verde. De acordo com um artigo do International Socialism Journal, localismo desse tipo busca "responder aos problemas criados pela globalização" com "apelos para minimizar o comércio internacional e buscar o estabelecimento de economias baseadas na autossuficiência local".
Alguns localistas acreditam que a sociedade deve organizar-se politicamente em "linhas comunitárias", com cada comunidade sendo livre para conduzir os seus próprios destinos da maneira que os seus habitantes acreditam ser melhor. O tamanho dessas comunidades é definido de forma que os seus membros ajudam e ao mesmo tempo dependem de outros.
Em referência ao localismo, Edward Goldsmith, ex-editor da revista The Ecologist, disse: "Os problemas que o mundo hoje enfrenta só podem ser resolvidos restaurando o funcionamento dos sistemas naturais que antes satisfizeram as nossas necessidades, ou seja, explorando plenamente aqueles recursos incomparáveis que são as pessoas, as famílias, as comunidades e os ecossistemas que, juntos, constituem a biosfera ou o mundo real".